# Rode fantoomzalm
De rode fantoomzalm (Hyphessobrycon sweglesi, voorheen Megalamphodus sweglisi) is een tetrasoort uit het geslacht Hyphessobrycon. De soort komt voor in de Orinoco in Zuid-Amerika. De vis heeft een zwarte plek achter de kieuw en een zwarte band op de rugvin. De andere vinnen zijn rood. Het voedselpatroon bestaat uit wormen, kleine insecten en krabachtigen. Er kunnen per keer tot aan 400 eieren gelegd worden, die gevoelig zijn voor schimmels. Het gedrag is bijna hetzelfde als dat van de zwarte fantoomzalm.